# About to Die
About to Die je EP americké hudební skupiny Dirty Projectors. Vydalo jej dne 6. listopadu 2012 hudební vydavatelství Domino Records. Titulní skladba „About to Die“ byla již v minulosti, v červenci 2012, vydána na albu Swing Lo Magellan. Zbylé tři písně, „While You're Here“, „Here Til It Says I'm Not“ a „Simple Request“ nikdy předtím nevyšly. Píseň „While You're Here“ je poctou v roce 2011 zesnulému hudebníkovi Gerardu Smithovi.

## Seznam skladeb
Autorem všech skladeb je David Longstreth.
| Pořadí | Název                    | Délka |
| ------ | ------------------------ | ----- |
| 1.     | About to Die             | 4:01  |
| 2.     | While You're Here        | 2:05  |
| 3.     | Here Til It Says I'm Not | 3:19  |
| 4.     | Simple Request           | 2:46  |